# Chlorochrysa nitidissima
Chlorochrysa nitidissima là một loài chim trong họ Thraupidae.